# Pitkäjärvi (sjö i Finland, Lappland, lat 68,56, long 23,82)
Pitkäjärvi är en sjö i Finland. Den ligger i kommunen Enontekis i landskapet Lappland, i den norra delen av landet, 900 km norr om huvudstaden Helsingfors. Pitkäjärvi ligger 444,8 meter över havet. Arean är 22 hektar och strandlinjen är 3,42 kilometer lång. Sjön  ingår i Kemi älvs huvudavrinningsområde.   Omgivningarna runt Pitkäjärvi är i huvudsak ett öppet busklandskap.